# Юльчибаев, Саматджан Юльчибаевич
Саматджан Юльчибаевич Юльчибаев — советский хозяйственный, государственный и политический деятель.

## Биография
Родился в 1916 году. Член КПСС.
С 1933 года — на хозяйственной, общественной и политической работе. В 1933—1970 гг. — хозяйственный, советский и партийный работник в Узбекской ССР, первый секретарь Балыкчинского районного комитета КП Узбекистана, первый секретарь Ходжаабадского районного комитета КП Узбекистана, партийный работник в Андижанской области Узбекской ССР.
Избирался депутатом Верховного Совета Узбекской ССР 7-го созыва.
Делегат XXIII съезда КПСС.
Умер после 1970 года.